# Зоран Булатовић (сликар)
Зоран Булатовић (Косово Поље, 1952. — Херцег Нови, 25. септембар 2015.) био је српски сликар и графичар.

## Биографија
Зоран Булатовић је завршио Ликовну академију у Приштини, одсјек Графика, у класи професора Зорана Јовановића.
Радио је графике у дубокој и високој штампи, у више боја (од 10 до 12). Најчешће је радио женске портете са лицима испуњеним ужасом, болом и патњом, као и личности из грчке митологије (Минотаура). Потреба за новим ликовним тражењима проширила је поље његових интересовања на скулптуре и инсталације, на којима, у трећој димензији, продубљује ноту трагичног и драматичног израза.
Од 1987. имао је статус слободног уметника.

## Изложбе

### Самосталне
- Херцег Нови, Цетиње, Бар, Љубљана, Загреб, Свети Стефан, Земун, Ден Бош (Холандија), Београд и Подгорица.

### Колективне
- Излагао је и на више колективних изложби у: Хрватској, Србији, Словенији, Црној Гори и Холандији.

## Уметнички стил
Булатовић је на својим графикама и сликама испољавао снажан експресивни израз. Уочавала се драматична, меланхолична нота, коју је Булатовић постизавао експресивним гестом и тамним пригушеним колоритом, са ретким бојеним акцентима.

## Награде
- Наградa Херцегновског зимског салона, Херцег Нови (1984)
- Награда на XXVII Ликовним сусретима – „Графичке колоније и графичке радионице умјетничких колонија Југославије” (1980–1988